# Анджело, Доменико
Доменико Анджело Малевольти Тремамондо или просто Анджело (1716, Ливорно — 1802, Лондон) — английский и французский мастер фехтования, автор главного труда английской школы фехтования XVIII века — «L’Ecole des armes», родоначальник династии и школы мастеров фехтования Анджело, состоящей из 3 поколений.

## Биография
Доменико Анджело был сыном очень богатого итальянского торговца и в молодости не имел определённого рода занятий. Благодаря деньгам своего отца, Анджело удалось объехать всю Европу и в конце концов он на десять лет осел в Париже. В столице Франции он с большим усердием изучал мастерство фехтования у различных мастеров парижской Академии фехтования, особенно у старшего Тейягори, одного из знаменитейших фехтовальщиков того времени.
Затем Анджело переезжает в Англию. Косвенной причиной отъезда Анджело из Франции было небольшое приключение, так описываемое его сыном в «Воспоминаниях Генри Анджело с мемуарами о покойном отце и друзьях»:
Незадолго до его отъезда из Франции состоялся публичный бой в одном знаменитом парижском зале, где присутствовали многие знаменитые профессора и любители науки фехтования, большинство из которых заявили о своём участии. Герцог де Нивернуа, который особенно высоко ценил моего отца, убедил его испытать своё мастерство. Отец давно уже приобрёл репутацию первого знатока фехтования и был не менее известен своим научным подходом к верховой езде.

Как только прозвучало его имя, знаменитая английская красавица мисс Маргарет Уоффингтон, известная актриса, приехавшая тогда с визитом в этот весёлый город, выступила вперёд и подарила ему небольшой букет роз. Она повстречалась с моим отцом на званом ужине, его личность и превосходное обращение внезапно покорили её, и она последовала за ним в присутствии толпы зрителей. Общество, и дамы, и высокородные господа, удивлённые её поступком, были не менее поражены тем, как он галантно принял её подарок. Отец приложил букет к левой стороне груди и, обращаясь к другим мастерам шпаги, воскликнул: «Я буду защищать его от любого противника!» Состязание началось, и он сражался с несколькими первейшими мастерами, и никто из них не поколебал ни единого лепестка в букете.
Благодаря знакомству с Маргарет Уоффингтон, Анджело удалось обзавестись рядом знакомств в аристократических, политических и литературных кругах Англии того времени. Среди его близких друзей были такие личности как Ричард Бринсли Шеридан, Хорн Тук, Питер Пиндар, Гаррик, Рейнолдс, Гейнсборо, Джон Уилкс и другие.
После переезда в столицу Англии Лондон первое время Анджело занимался исключительно верховой ездой в манеже. Через несколько месяцев после переезда в Лондон он стал берейтором у Генри Герберта графа Пемброкского, имевшего просторный манеж неподалёку от своей усадьбы в Уайтхолле. Чуть позднее Анджело учил верховой езде в родовом имении графа Пемброка Уилтоне Эллиотский кавалерийский полк.
Пользуясь покровительством графа Пемброка, а также герцога Куинсберри, Анджело быстро добился успеха в Лондоне и был представлен королю Англии Георгу II, объявившему, что «мистер Анджело самый элегантный наездник нашего времени». После представления королю Анджело удалось в течение года благодаря преподаванию верховой езды заработать более 2000 фунтов стерлингов.
В 1758 году, по причине финансовых трудностей, Анджело профессионально занялся фехтованием (до этого он занимался фехтованием как любитель). Дом Анджело стал «школой изящества», в которую на некоторое время посылали молодых людей не только для обучения верховой езде и фехтованию, но и для получения возможности воспользоваться выгодами общения с политиками и художниками, почти ежедневно собиравшимися у мастера. В том же году, мастер стал преподавать фехтование молодым английским принцам (позднее он обучал фехтованию Георга III и принца Йоркского). Анджело зарабатывал благодаря преподаванию фехтования более 4000 фунтов стерлингов ежегодно, вследствие чего быстро разбогател.
В 1763 году было опубликовано 1-е издание книги авторства Анджело «L’Ecole des armes», в 1765 году — второе, ещё через 2 года — третье, и в 1787 году — четвёртое прижизненное издание. Все издания пользовались большим успехом.